# Valchid, Sibiu
Valchid, mai demult Văltit (în dialectul săsesc Waldhâdjn, Vâldhädjn, în germană Waldhütten, în maghiară Váldhíd) este un sat în comuna Hoghilag din județul Sibiu, Transilvania, România. Prima atestare documentară datează din anul 1317, cu denumirea Waldhyd.
Situată în valea unui mic afluent al Târnavei Mari, așezarea din Valchid își datorează prima apariție documentară unui incident nu prea onorabil: în 1345, țăranii din Valchid au fost interogați în procesul prădării greavilor sași din Curciu și din alte sate aparținând micilor comune învecinate, Roandola și Noul Săsesc. 

## Biserica
- Vezi și Biserica fortificată din Valchid

Biserica evanghelica este construită în stil gotic matur și nu are turn. Anul 1507, incizat în tencuiala peretelui de sud al corului , sub streașină, indică probabil momentul ridicării bolții  corului, o  boltă semicilindrică  cu penetrații, îmbrăcată într-o rețea romboidală de nervuri  din teracotă, asemănătoare celei din corul bisericii din Bazna, clădită cu doar trei ani înainte.

## Fortificatia
Incinta  din gresie brun-roșcată și gri-galbenă are o formă aproape rectangulară, fiind modificată doar prin retezarea colțului din sud-vest, pentru a se adapta cursului pârâului. Zidurile au fost ridicate la începutul secolului al XVI-lea.

## Imagini

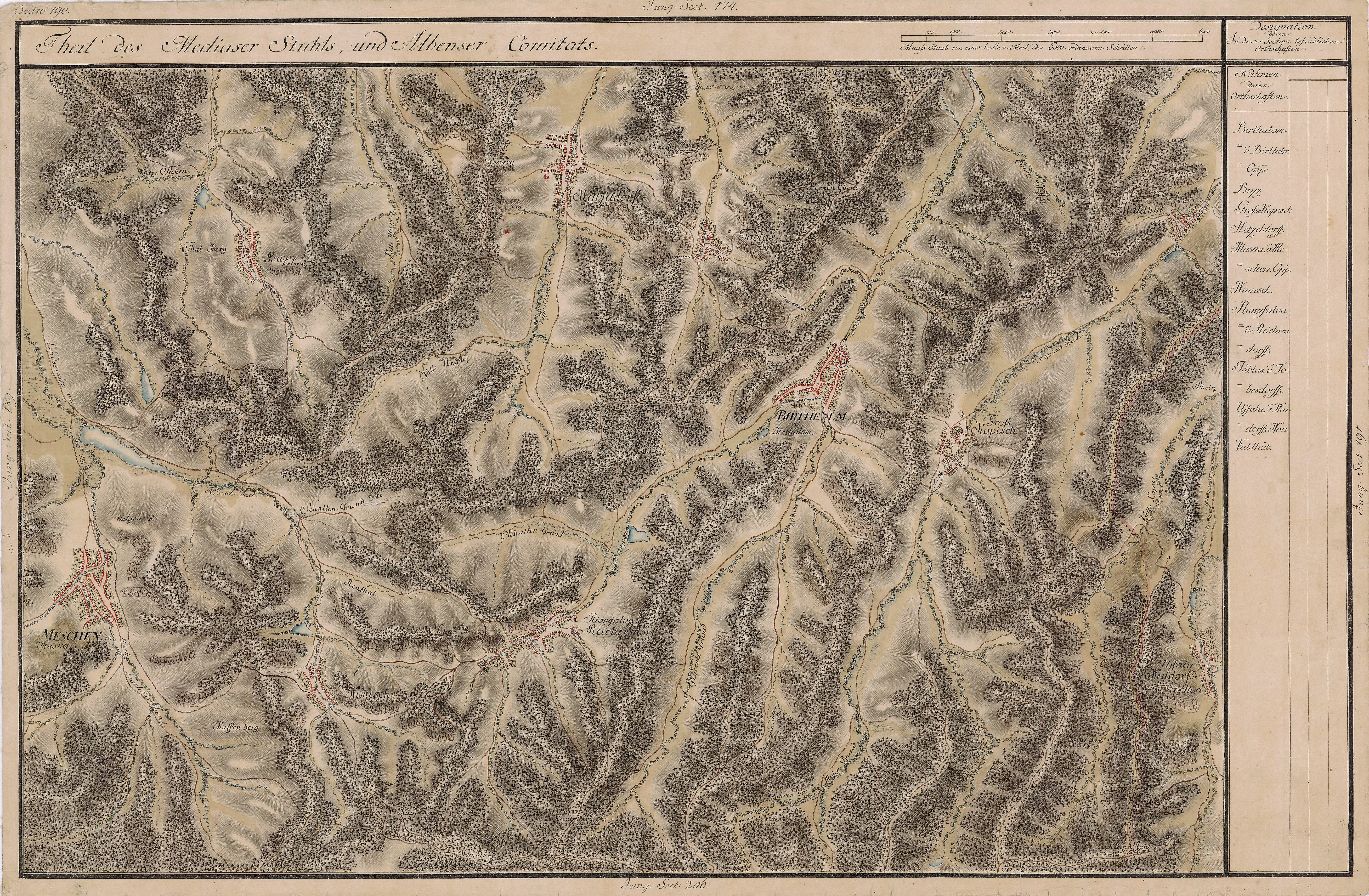
Valchid în Harta Iosefină a Transilvaniei, 1769-1773
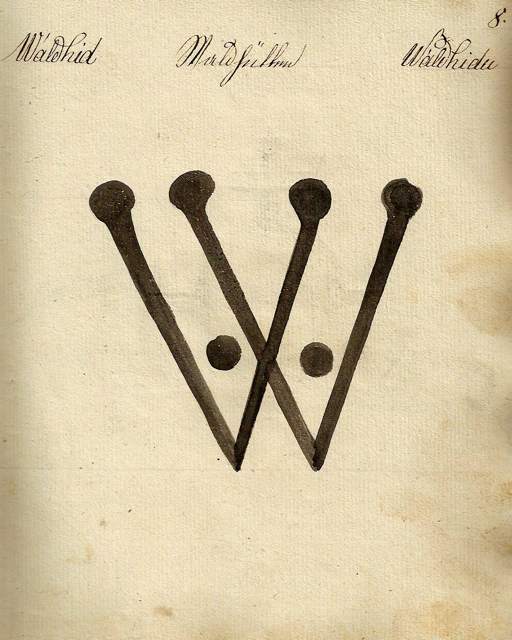
1826 - Danga pentru vitele din Valchid
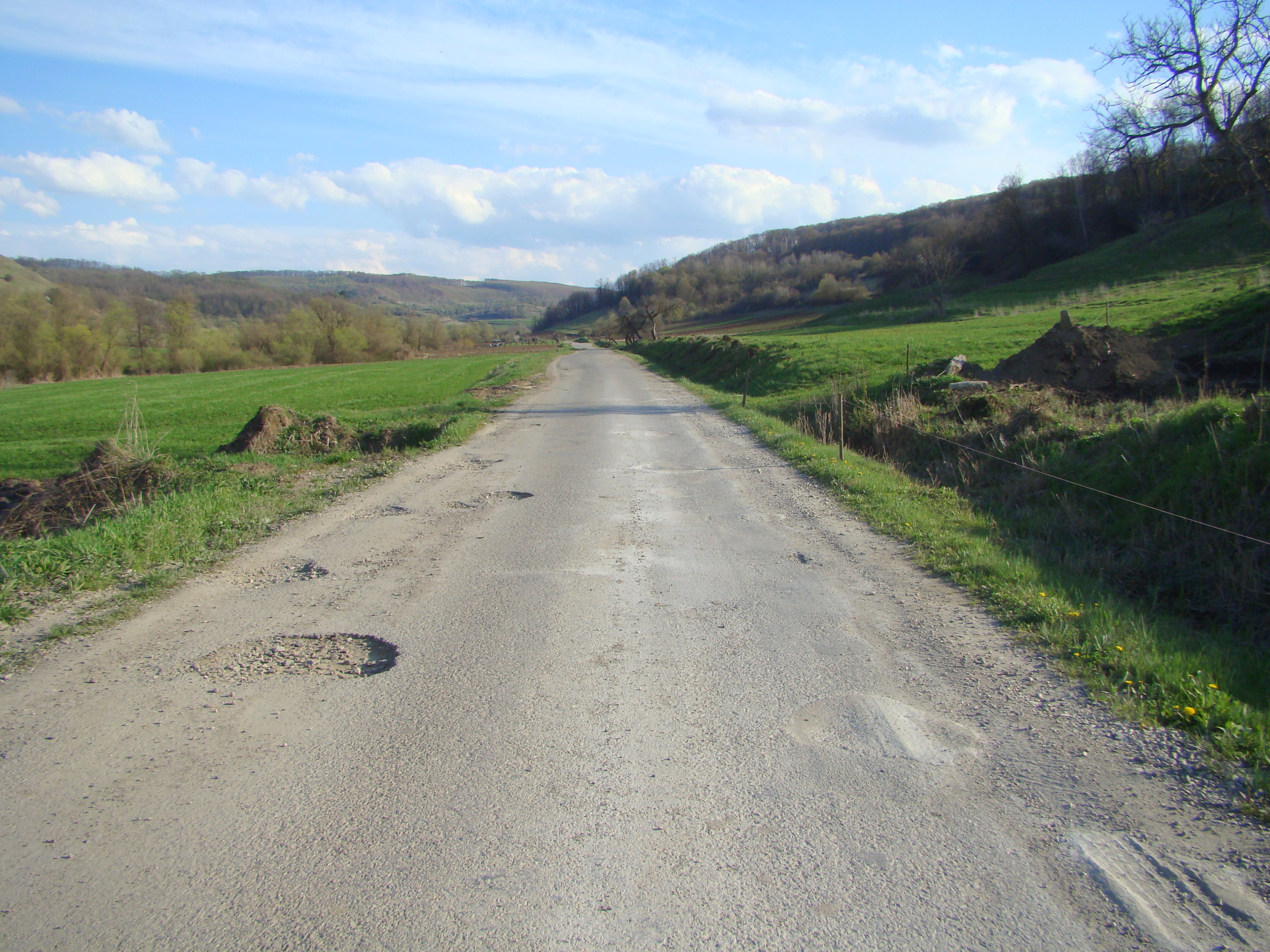
Drumul (plin de gropi) spre satul Valchid
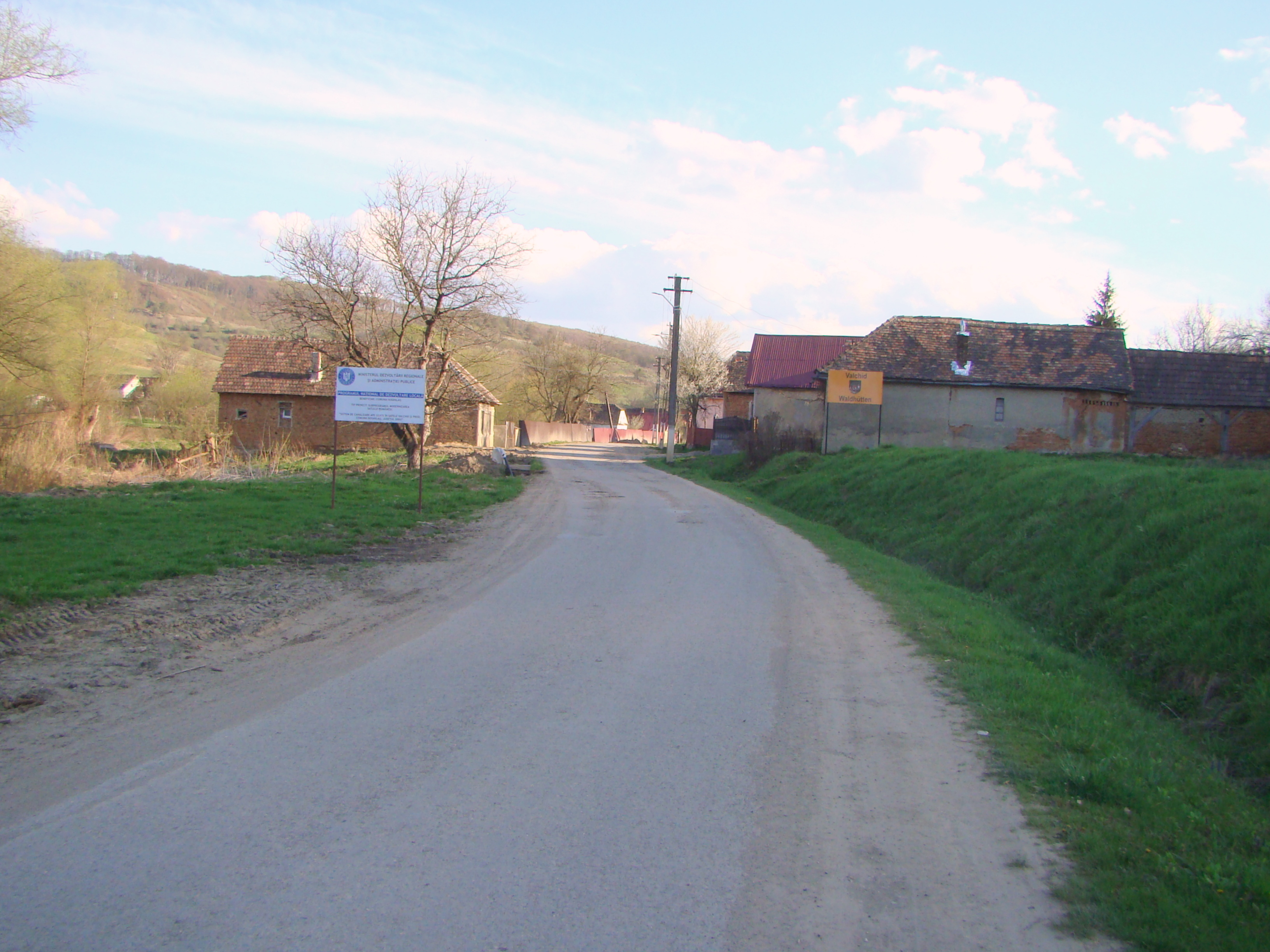
Intrarea în localitate
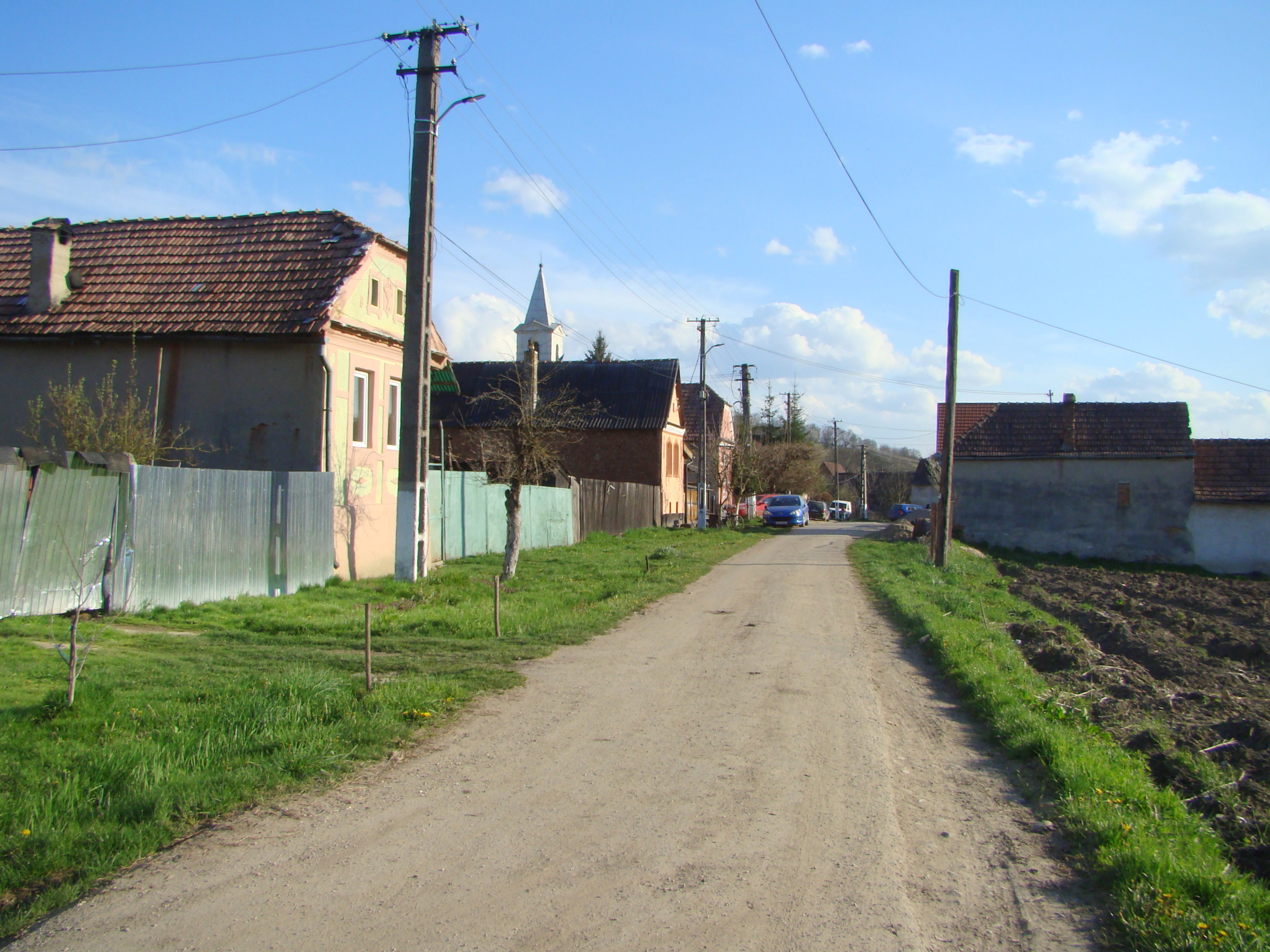
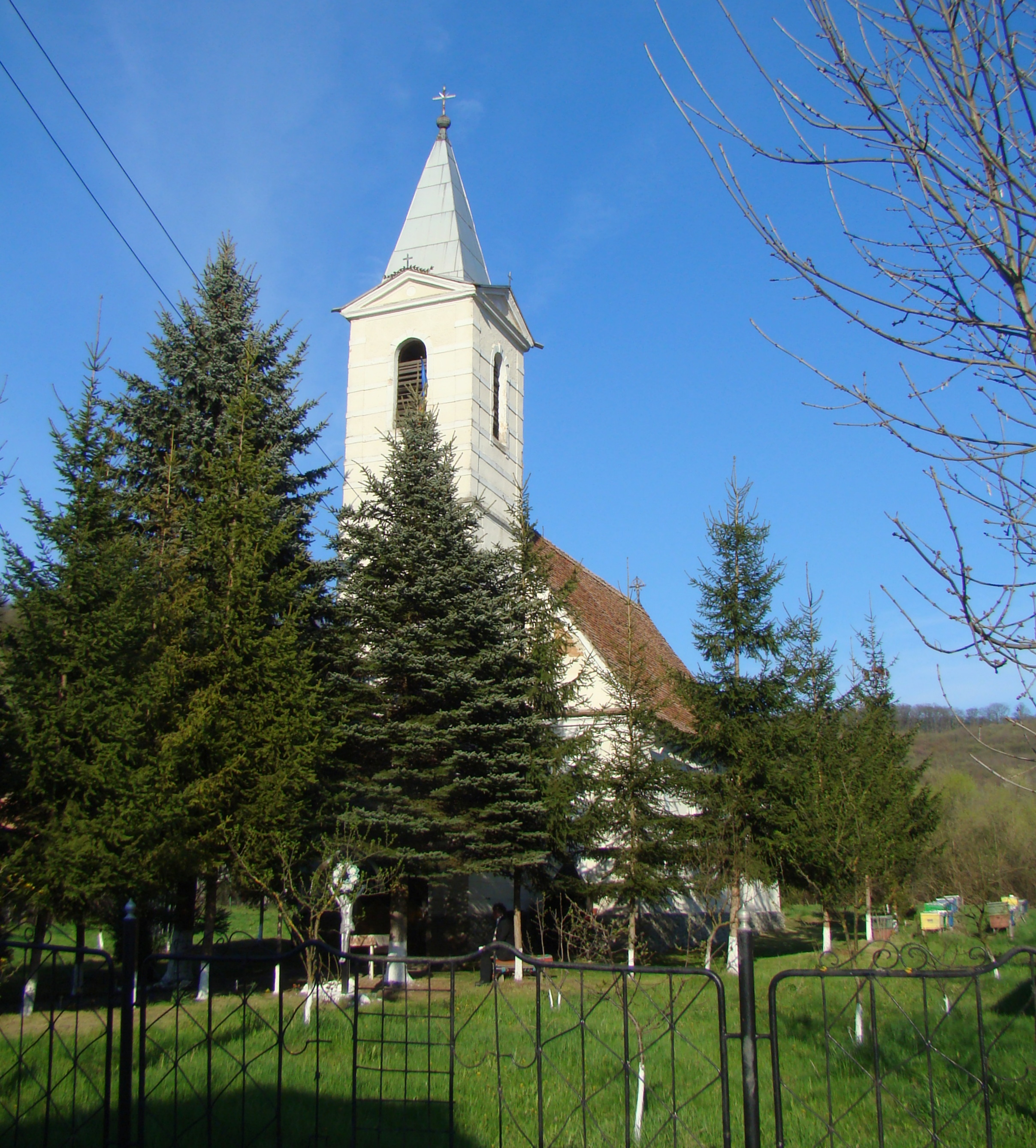
Biserica Sfinții Arhangheli
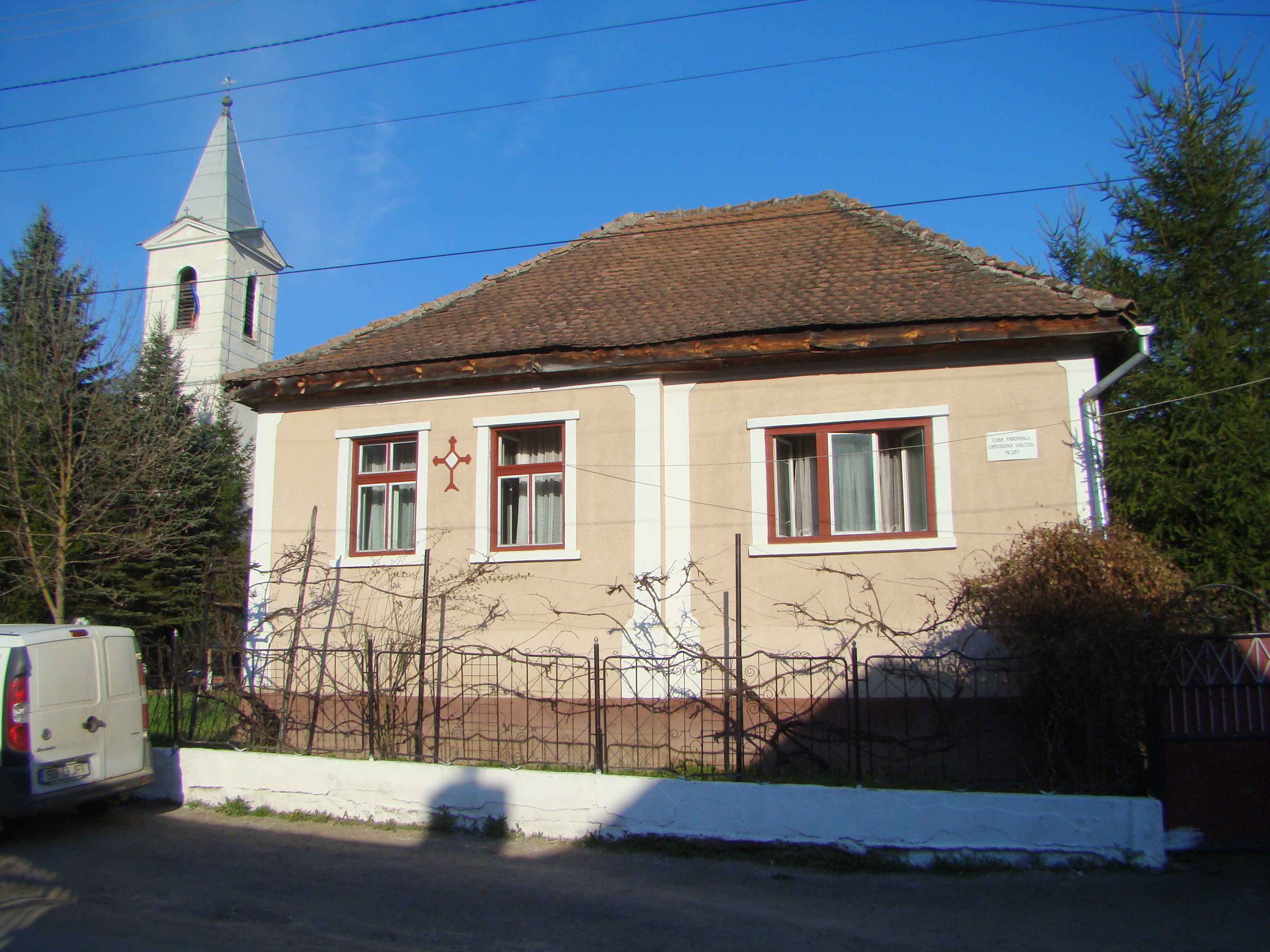
Casa parohială
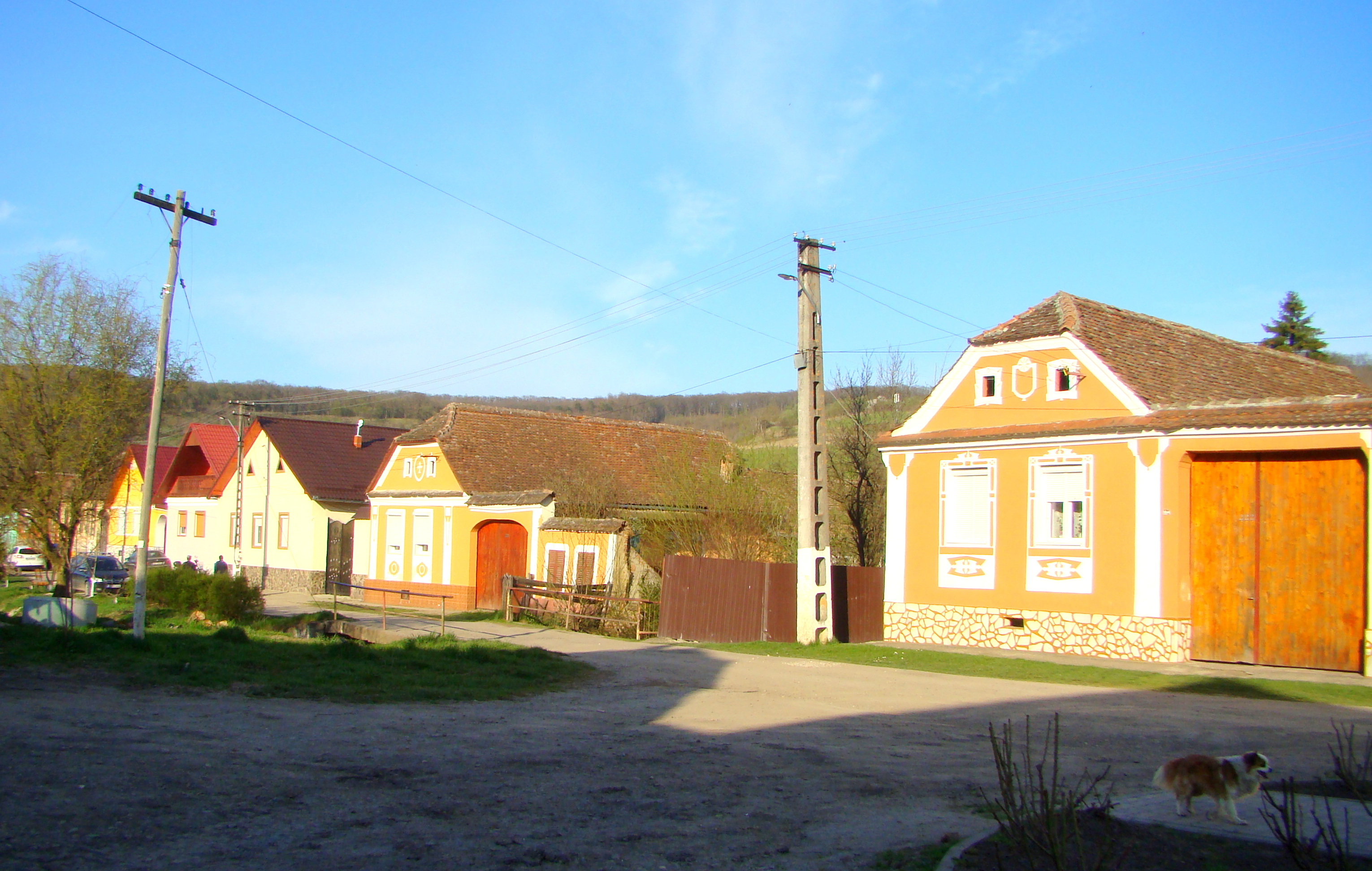
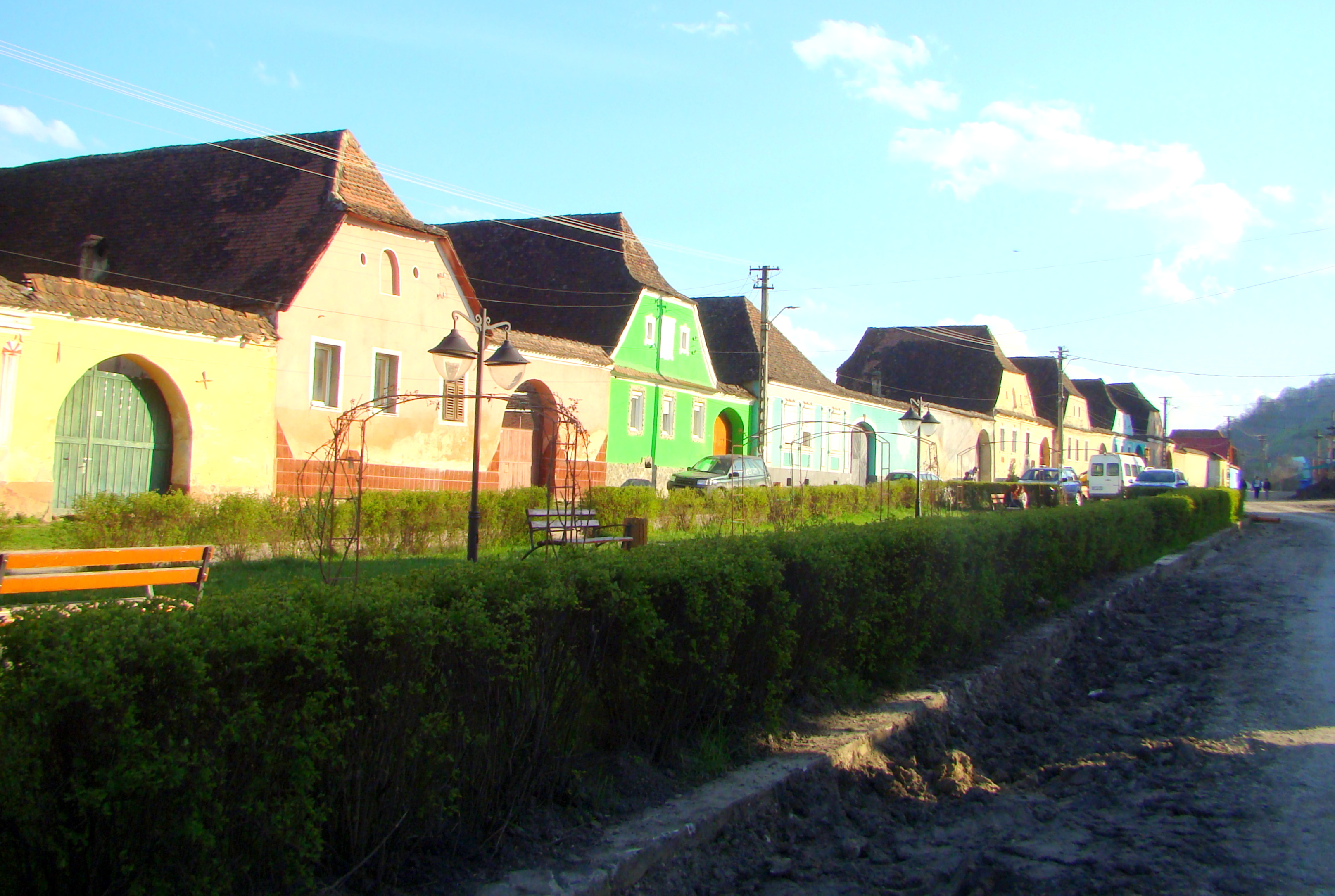
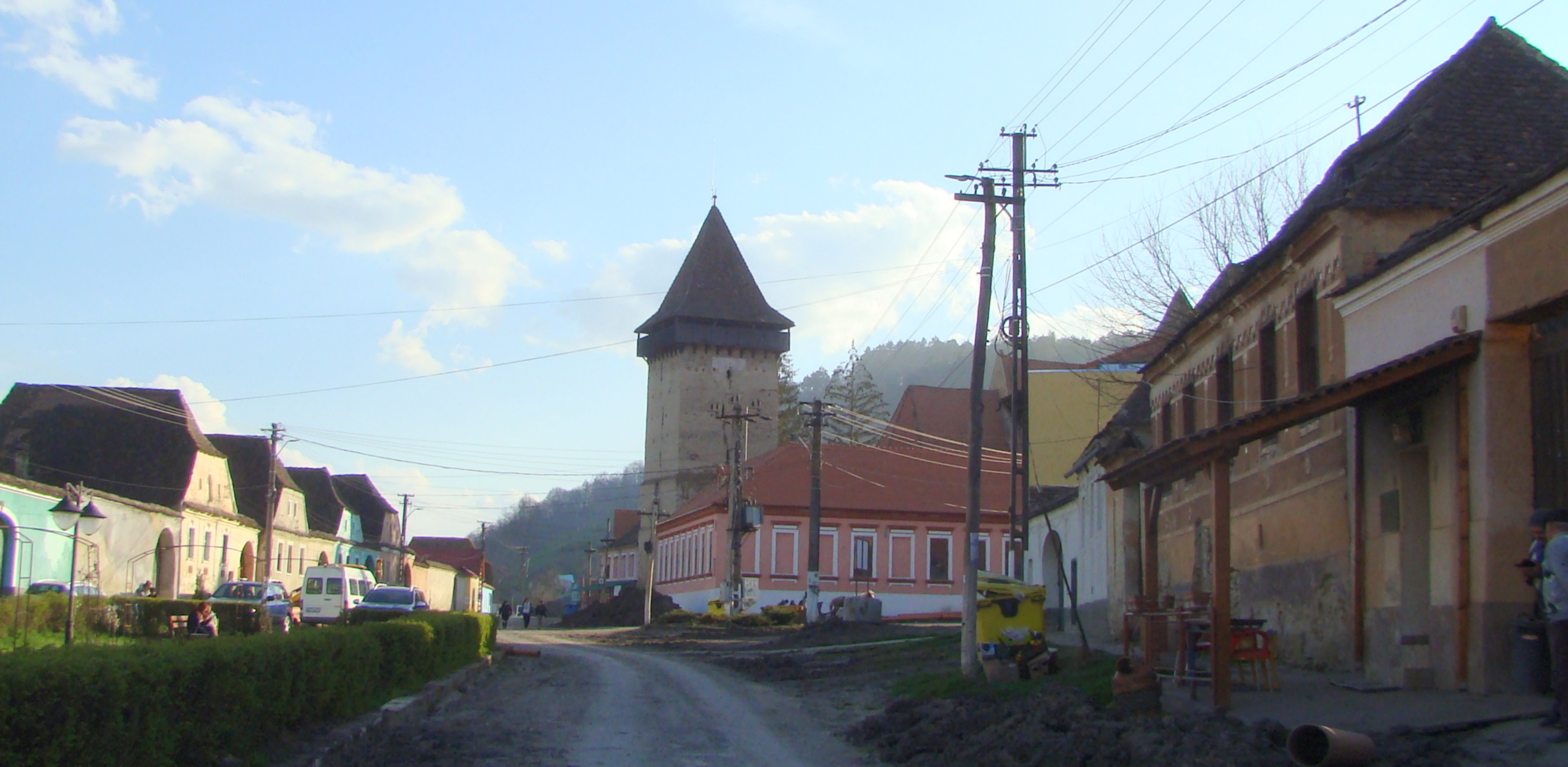
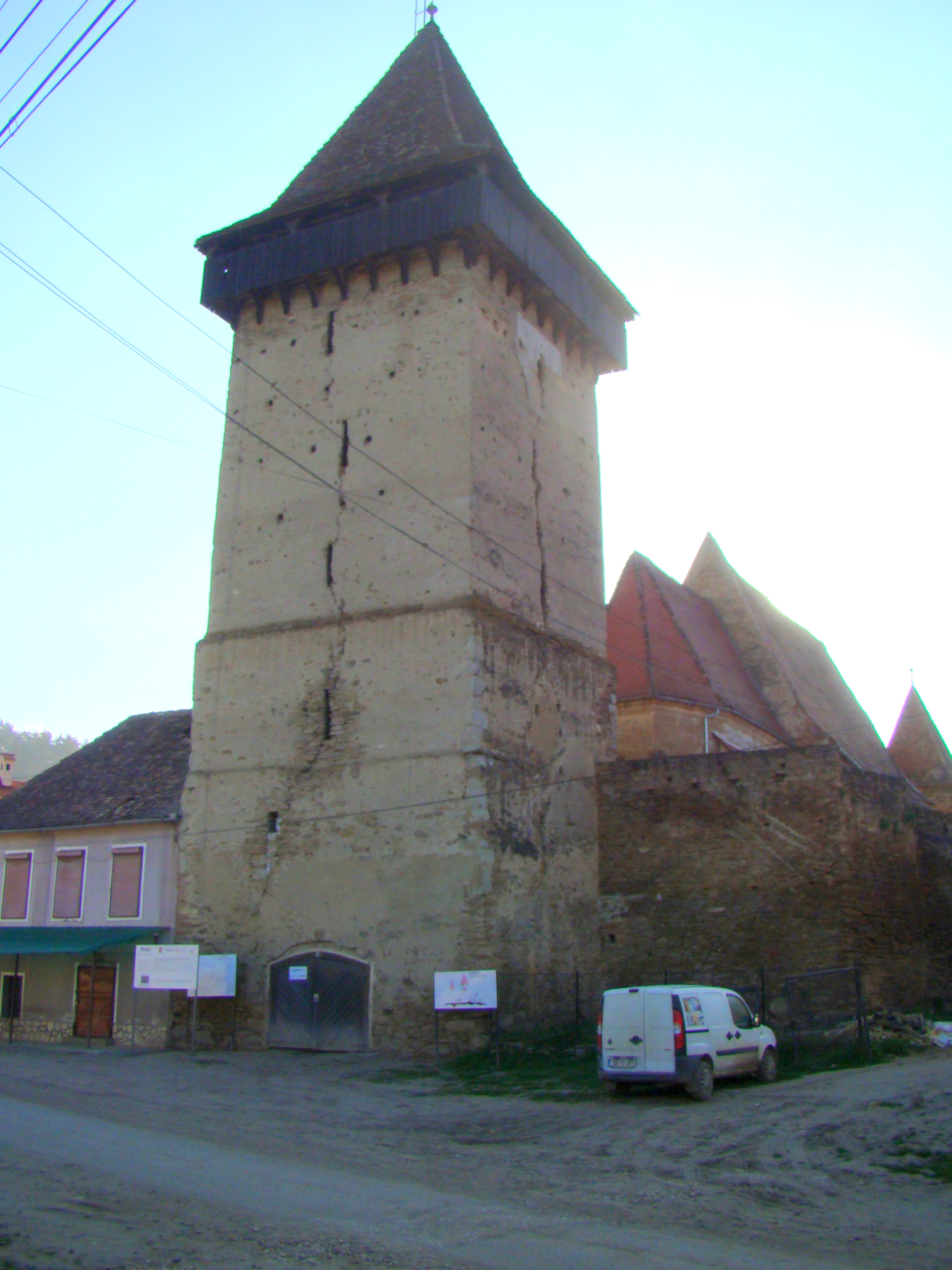
Biserica fortificată
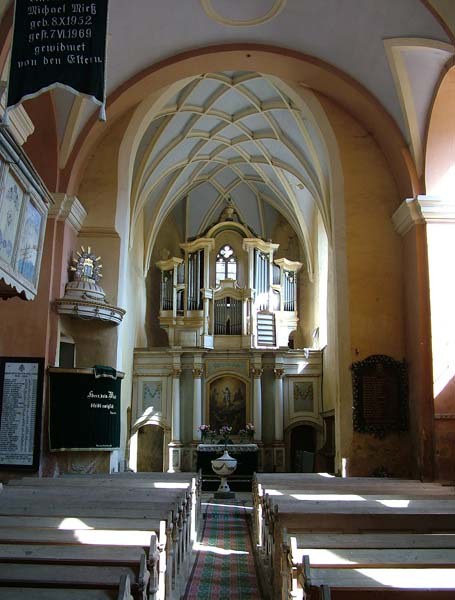
Interiorul
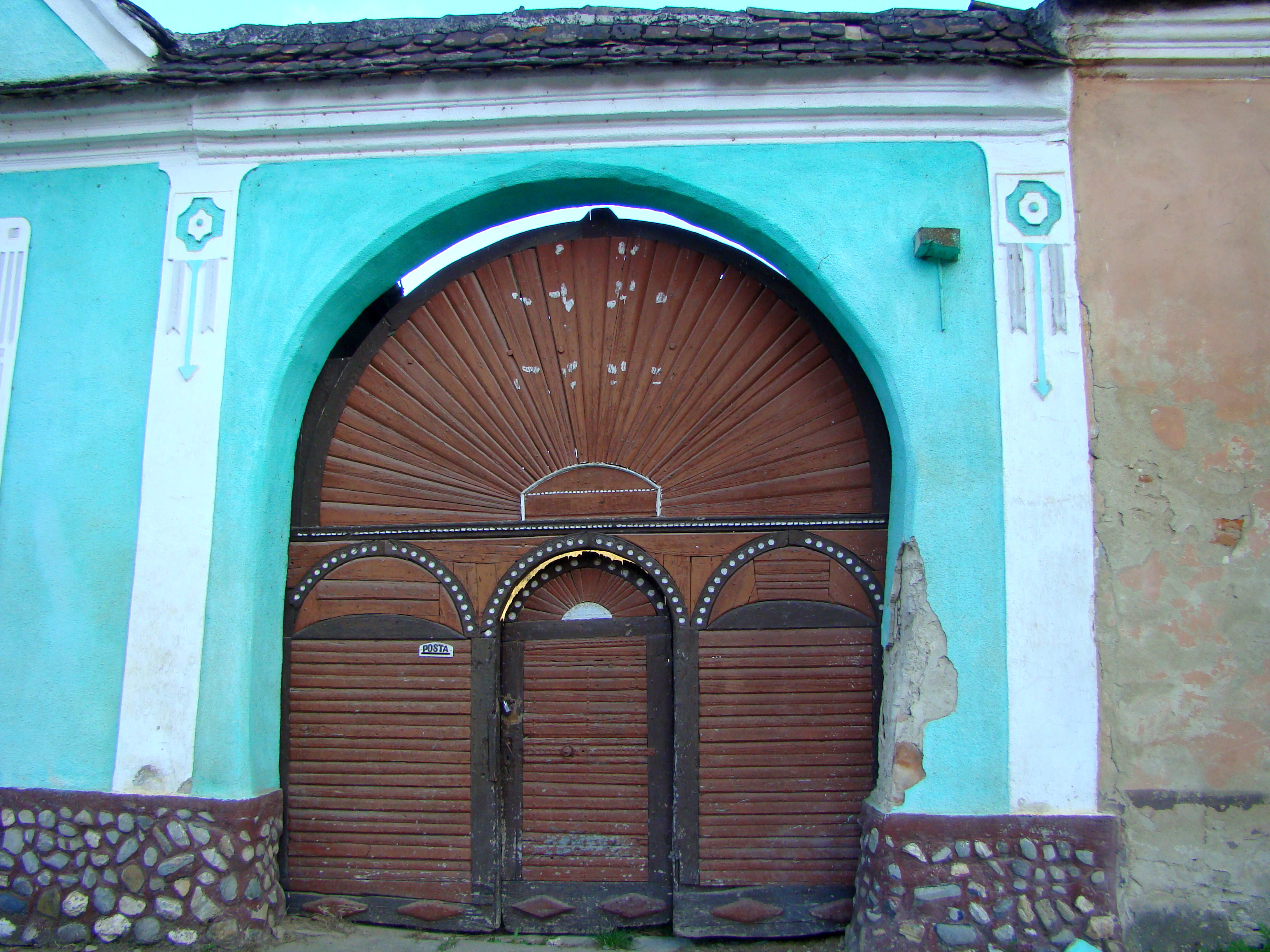
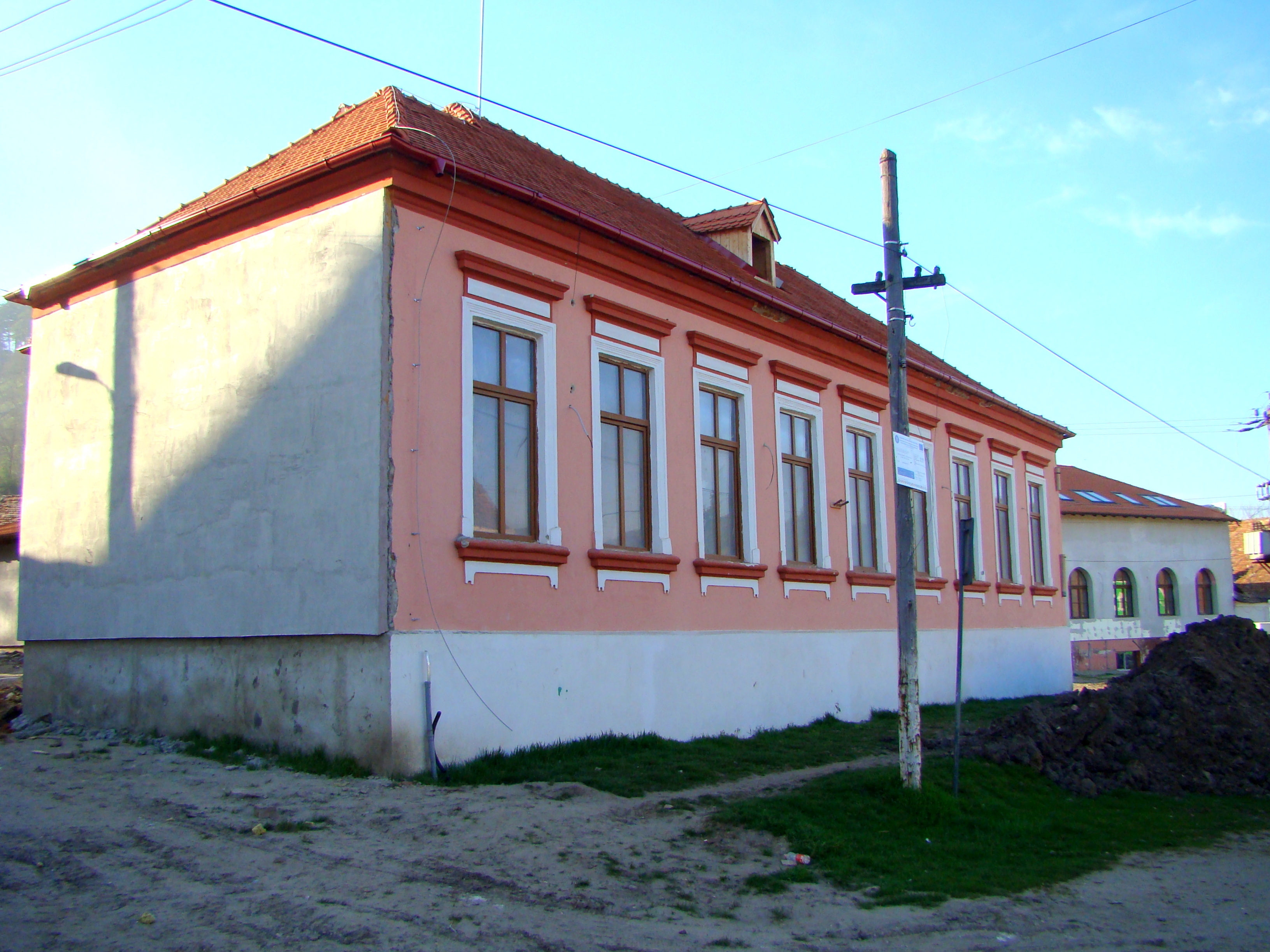
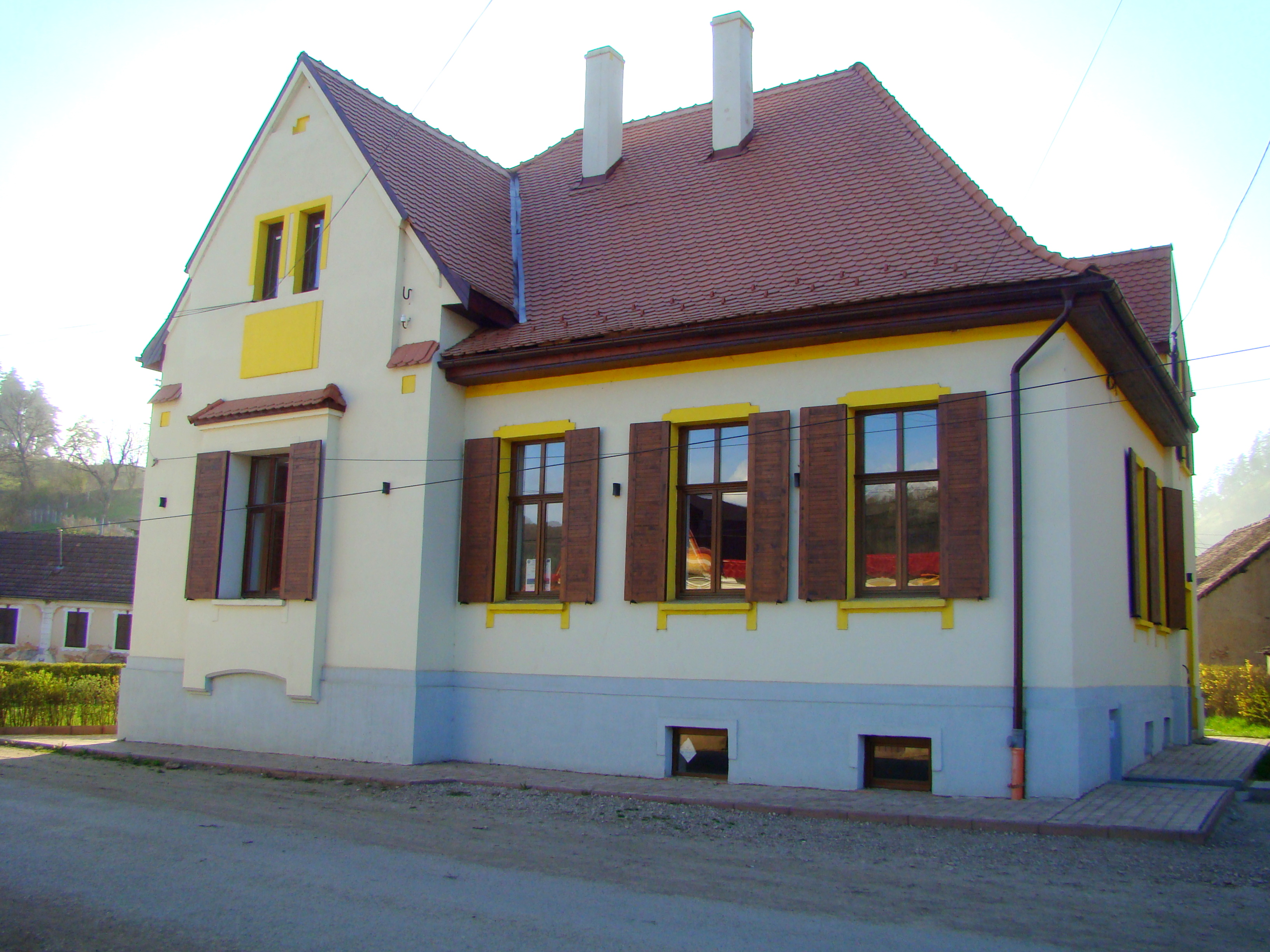
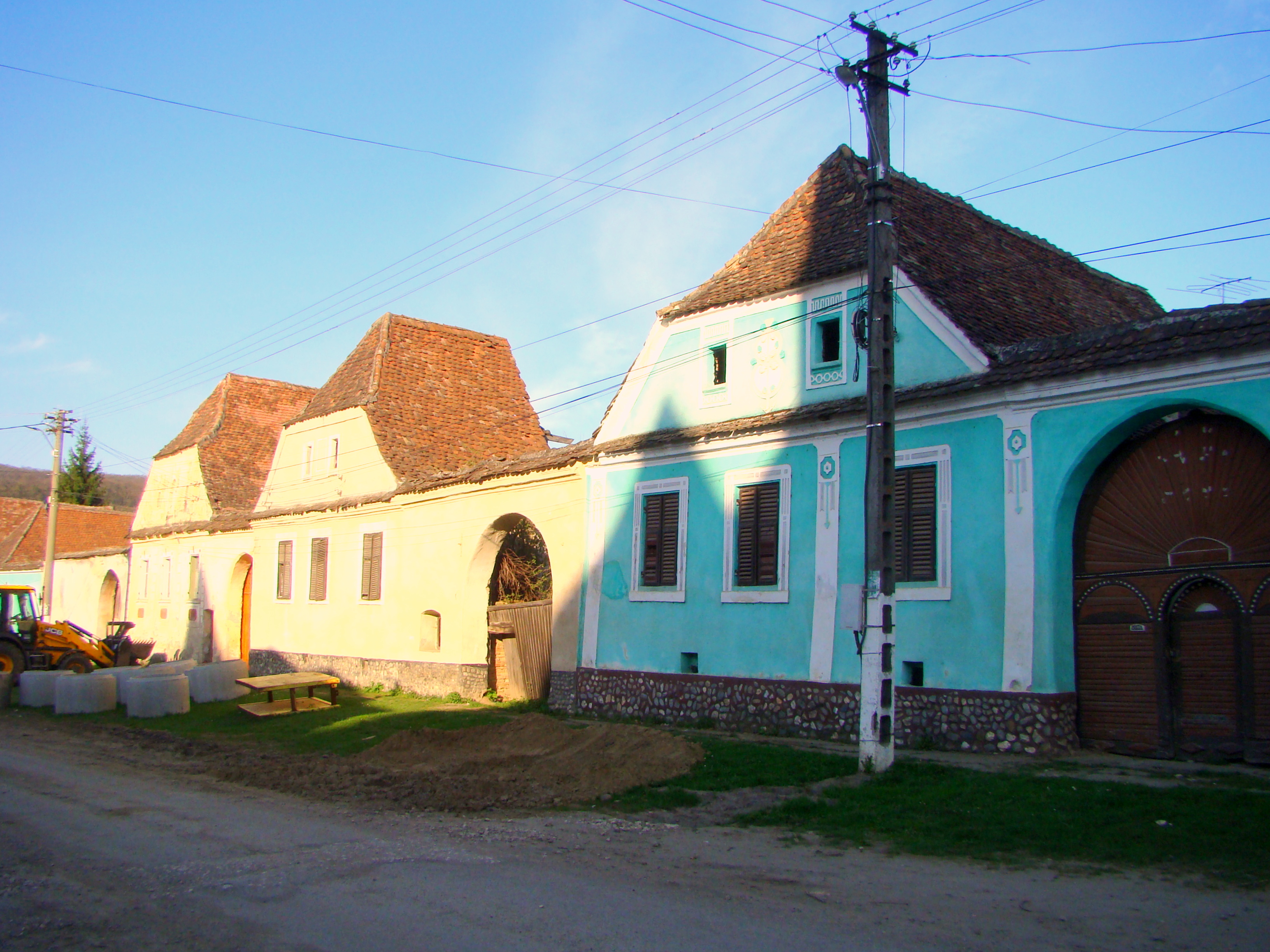